# JSP
 For alternative betydninger, se JSP (flertydig). (Se også artikler, som begynder med JSP)
En Java Server Page eller JSP er et HTML- eller XML-dokument med indlejret javakode.
En JSP-side skal køres på en passende applikationsserver (fx en J2EE-server). Når siden forespørges, sørger applikationsserveren for at kompilere siden til en en servlet. JSP-sider bruges tit sammen med servlets, således at præsentationen klares af JSP'er mens selve processeringen af forespørgsler klares af servletter.

## Fordele ved JSP
JSP har en række fordele i forhold til fx statiske HTML-sider:
1. Dynamisk generering af hjemmesider: Hjemmesider udseende kan varieres efter input, givet fx i forespørgselsstrengen (URL'en + dens parametre).
2. Adgang til standardobjekter: Når man skriver en JSP, er der adgang til en række nyttige standardobjekter. Objektet request indeholder oplysninger om klientprogrammet og eventuelle inputdata. Hvis der skal manipuleres med data i svaret, klares det med objektet response. Objekterne session og application kan holde klientdata fra en JSP eller servlet til den næste under en hel session hhv. en hel kørsel af web-applikation.
3. Adgang til standard-præsentationslogik: Mange applikationsservere tilbyder taglibs med prædefineret præsentationslogik, som JSP-siderne kan benytte sig af. Dermed lettes programmørens opgave.
4. Adskillelse af præsentation og logik: Man kan sætte en HTML-programmør uden dybere erfaring med programmering til at udvikle JSP-sider, mens mere tekniske udviklere kan implementere javakode i servletter og andre bagvedliggende komponenter.
5. God håndtering af undtagelser: I tilfælde af undtagelser, der skal propageres til klienten, tilbyder JSP en række fornuftige navigations- og fremvisningselementer.

## JSP-syntaks
JSP-specifikationen præsenterer 6 syntakselementer.

### Direktiver
I direktiver kan andre JSP-sider inkluderes (statisk, som råtekst eller på compile-time), og taglibs, klasser og servlets kan importeres. Det kan endvidere specificeres, om siden er en fejlside eller ej, mv.
Direktiver er på formen
```
<%@ Direktiv %>
```

For eksempel:
```
<%@ taglib prefix = ”myPrefix” uri = ”myUri” %>
```

### Erklæringer
Erklæringer er på formen
```
<%! Erklæring %>
```

For eksempel:
```
<%! int i = 0; %>
```

### Gyldig Java-kode
Java-kode (også variabel- og metodeerklæringer) kan indsættes direkte i JSP-siderne (selvom det kan være praktisk, er det dog i strid men Model-View-Controller-designmønstret).
Java-kode der indsættes i JSP-sider kaldes scriptlets.
Scriptlets er på formen
```
<% scriptlet %>
```

Et eksempel på en scriptlet kunne være:
```
<% 
     String name = null; 
     if (request.getParameter("name") == null) { 
%> 
<%@ include file="error.html" %> 
<% 
     } else { 
        name = request.getParameter("name");
     }
%>
```

### Udtryk
Java-udtryk kan indsættes. Udtrykket evalueres på forespørgselstidspunktet, og den resulterende simple type eller objektreferences toString-metode kaldes; resultatet heraf indsættes i siden. Udtryk er på formen
```
<%= Udtryk %>
```

For eksempel:
```
<%= "Dette er et udtryk" %>
```

### Actions
JSP-sider kan udføre såkaldte actions, der inkluderer andre JSP-sider dynamisk, tilgår egenskaber på såkaldte backing beans (Java-objekter, der bl.a. kan indeholde data i forbindelse med en klientsession) og videresender til nye JSP-sider.
Bemærk, at actions er den eneste JSP-konstruktion, der benytter XML-syntaks istf. standard JSP-syntaks.
Actions er på formen
```
<jsp:actionNavn> Evt. krop </jsp:actionNavn>
```

For eksempel:
```
<jsp:include page="scripts/login.jsp" />
<jsp:include page="copyright.html" />
<jsp:include page="/index.html" />
<jsp:include page="scripts/login.jsp">	
   <jsp:param name="username" value="jsmith" />	
</jsp:include>
```

### Kommentarer
Kommentarer er på formen
```
 <!-- Kommentar -->

```

Kommentarer kan ikke indlejres i hinanden.

## Model-View-Controller-paradigmet
Sun anbefaler at Model-View-Controller-mønsteret anvendes med JSP-filer for at afkoble præsentation, processering af HTTP-forespørgsler og datalagring. Enten kan servlets eller separate JSP-filer håndtere processeringen af forespørgsler, hvorefter kontrollen delegeres til en JSP-side, hvis ansvar det kun er at generere output (HTML-kode).
Flere platforme baseret på Model-View-Controller-mønsteret findes, fx JavaServer Faces, Apache Struts og Spring.

## Eksempler på JSP-sider

### En simpel JSP
Her er et eksempel på en meget simpel JSP, der fortæller, hvad klokken er på applikationsserveren, hvor JSP-en er installeret:
```
<% java.util.Date dato = new java.util.Date(); %>
<html>
<head><title>JSP-demo</title></head>
<body>

<
h1
>
JSP-demo
<
/h1
>

<
p
>

Tid på serveren: <%=dato%> />

<
/p
>

</body>
</html>
```

### Servlet genereret ud fra JSP
Uanset hvordan om JSP-compileren genererer Java-kildekode for en servlet eller generer Java-byte-code direkte,
er det instruktivt at se, hvordan compileren omformer en JSP-side til en servlet (dette sker ved første forespørgsel efter siden).
Input-JSP
```
 <%@ page errorPage="myerror.jsp" %>
 <%@ page import="com.foo.bar" %>

 <html>
 <head>
 <%! int serverInstanceVariable = 1;%>
 ...
 <% int localStackBasedVariable = 1; %>
 <table>
 <tr><td><%= "expanded inline data " + 1 %></td></tr>
 ...

```

Resulterende servlet
```
 package jsp_servlet;
 import java.util.*;
 import java.io.*;
 import javax.servlet.*;
 import javax.servlet.http.*;
 import javax.servlet.jsp.*;
 import javax.servlet.jsp.tagext.*;

 import com.foo.bar; //imported as a result of <%@ page import="com.foo.bar" %>
 import ...

 class _myservlet implements javax.servlet.Servlet, javax.servlet.jsp.HttpJspPage {
     //inserted as a
     //result of <%! int serverInstanceVariable = 1;%>
     int serverInstanceVariable = 1; 
     ...

     public void _jspService( javax.servlet.http.HttpServletRequest request,
                              javax.servlet.http.HttpServletResponse response )
       throws javax.servlet.ServletException,
              java.io.IOException
     {
         javax.servlet.ServletConfig config = ...;//get the servlet config
         Object page = this;
         PageContext pageContext = ...;//get the page context for this request 
         javax.servlet.jsp.JspWriter out = pageContext.getOut();
         HttpSession session = request.getSession( true );
         try {
             out.print( "<html>\r\n" );
             out.print( "<head>\r\n" );
             ...
             //from <% int localStackBasedVariable = 1; %>
             int localStackBasedVariable = 1; 
             ...
             out.print( "<table>\r\n" );
             out.print( "   <tr><td>" );
             //note, toStringOrBlank() converts the expression into a string or if
             // the expression is null, it uses the empty string.
             //from <%= "expanded inline data " + 1 %>
             out.print( toStringOrBlank( "expanded inline data " + 1 ) );
             out.print( "   </td></tr>\r\n" );
             ...
         } catch ( Exception _exception ) {
             //clean up and redirect to error page in <%@ page errorPage="myerror.jsp" %>
         }
    }
 }

```

## Udgivelser
- JavaServer Pages, Third Edition, Hans Bergsten, O'Reilly & Associates, Inc., Sebastopol, California, 2003. ISBN 0-596-00563-6

## Eksterne links
- Suns JSP-produktbeskrivelse
- JSP-Tutorial – trin for trin Arkiveret 4. april 2010 hos  Wayback Machine
- JSR 245 (JSP 2.1)
- JSR 152 (JSP 2.0)
- JSR 53 (JSP 1.2)
- Gratis JSP-undervisningsmateriale (på engelsk) Arkiveret 19. januar 2007 hos  Wayback Machine